# Sybra incaniformis
Sybra incaniformis là một loài bọ cánh cứng trong họ Cerambycidae.